# Trofeo Ramón de Carranza 2010
El Trofeo Ramón de Carranza 2010 fue la 56.ª edición de este torneo veraniego disputado en Cádiz, España. Se jugó entre el 6 y el 8 de agosto de 2010 y lo ganó el Real Club Deportivo Espanyol de Barcelona.

## Participantes
- Cádiz C. F. (33 participaciones, 7 veces campeón)
- C. Atlético de Madrid (15 participaciones, 8 veces campeón)
- R. C. D. Espanyol (3 participaciones, 2 veces campeón)
- Sevilla F. C. (14 participaciones, 4 veces campeón)

## Partidos

### Semifinales
| 6 de agosto de 2010 | Cádiz           | 1:1 (0:0) (5:6 p.) | Atlético de Madrid | Ramón de Carranza, Cádiz |  |
|                     | Aarón Bueno 85' |                    | Sergio Agüero 86'  |                          |  |

| 7 de agosto de 2010 | Espanyol       | 1:1 (1:1) (4:1 p.) | Sevilla              | Ramón de Carranza, Cádiz |  |
|                     | Javi López 41' |                    | Frédéric Kanouté 45' |                          |  |

### Tercer puesto
| 8 de agosto de 2010 | Cádiz                          | 2:3 (1:1) | Sevilla                    | Ramón de Carranza, Cádiz |  |
|                     | Caballero 5' · Aarón Bueno 65' |           | Fazio 9' · Negredo 63' 75' |                          |  |

### Final
| 8 de agosto de 2010 | Espanyol         | 1:1 (1:1) (4:3 p.) | Atlético de Madrid | Ramón de Carranza, Cádiz |  |
|                     | José Callejón 3' |                    | Diego Costa 1'     |                          |  |

Campeón

R. C. D. Espanyol
2° título

## Otros datos
- El Espanyol dedica su segundo trofeo Ramón de Carranza a Dani Jarque.
- El Sevilla disputó su tercer Trofeo Ramón de Carranza consecutivo.

- Datos: Q6153140